# Hymenophyllum perrieri
Hymenophyllum perrieri là một loài dương xỉ trong họ Hymenophyllaceae. Loài này được Tardieu mô tả khoa học đầu tiên năm 1941.